# Notholm, Pargas
Notholm är en ö i Finland. Den ligger i Skärgårdshavet och i kommunen Pargas i landskapet Egentliga Finland, i den sydvästra delen av landet. Ön ligger omkring 20 kilometer sydöst om Åbo och omkring 140 kilometer väster om Helsingfors.
Öns area är 1,7 hektar och dess största längd är 220 meter i öst-västlig riktning. I omgivningarna runt Notholm växer i huvudsak blandskog.Runt Notholm är det glesbefolkat, med 10 invånare per kvadratkilometer. Närmaste större samhälle är Pargas, 10,3 km väster om Notholm.